# Monument des Libérateurs de Vranje vis-à-vis des Turcs Čika Mitke
Le monument des Libérateurs de Vranje vis-à-vis des Turcs Čika Mitke (en serbe cyrillique : Споменик ослободиоцима Врања од Турака Чика Митке ; en serbe latin : Spomenik oslobodiocima Vranja od Turaka Čika Mitke) se trouve à Vranje, dans le district de Pčinja, en Serbie. Il est inscrit sur la liste des monuments culturels protégés de la République de Serbie (identifiant no SK 872),.

## Présentation

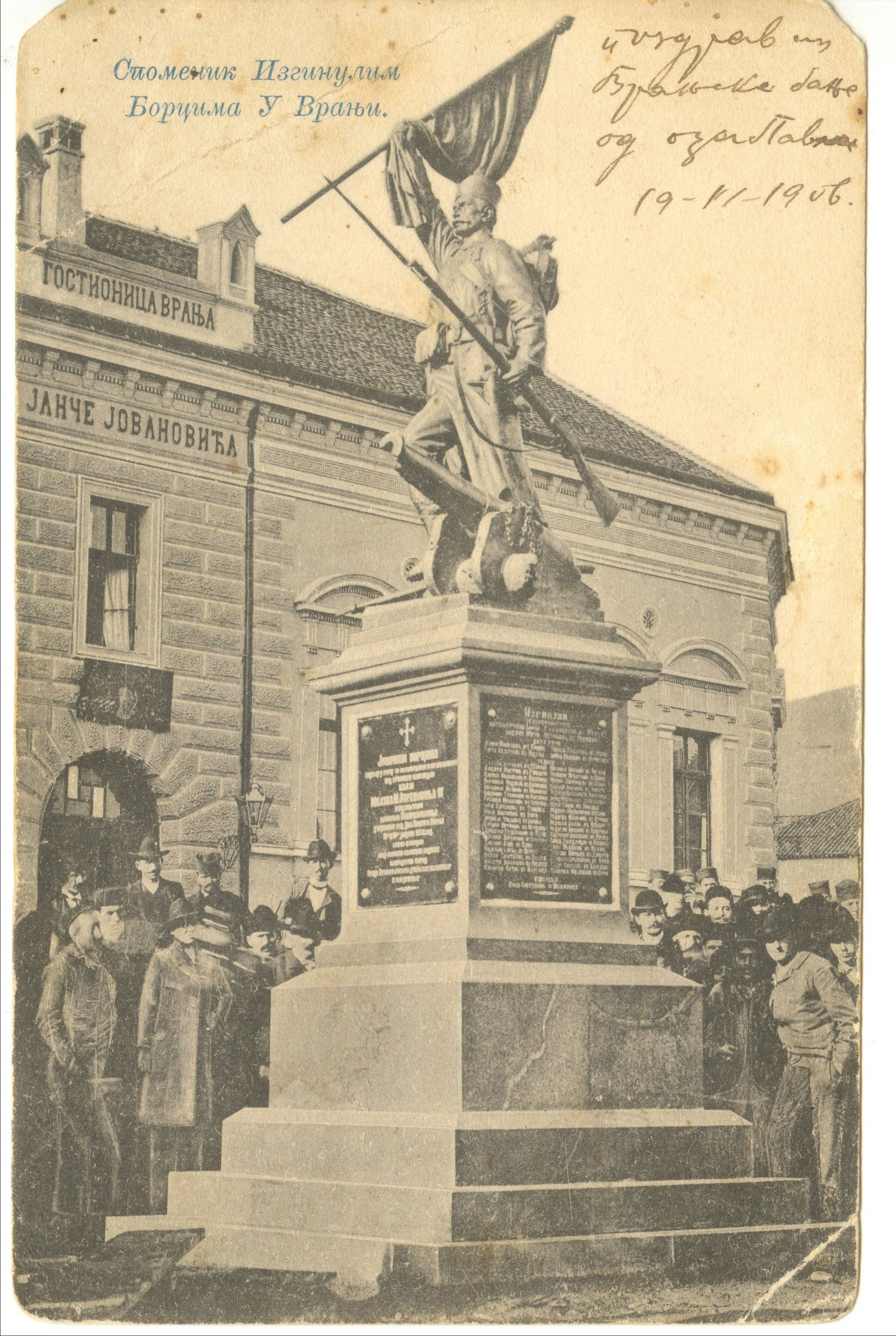
Le monument sur une carte postale du début du XXe siècle.

Le monument a été dévoilé le 7 mai 1903, juste avant le Coup d'État où le roi Alexandre Ier et sa femme la reine Draga ont été assassinés, ; la célébration commémorait le 15e anniversaire de la libération de Vranje et le monument se veut un hommage aux combattants qui ont libéré la ville des Ottomans lors de la Seconde Guerre serbo-turque. Cette libération a eu lieu 31 janvier 1878, après la bataille de Vranje conduite, du côté serbe, par le général Jovan Belimarković ; cette liberté, obtenue après 443 ans de domination turque, a coûté la vie à 122 soldats serbes et 115 volontaires.
Le monument est une œuvre du sculpteur Simeon Roksandić (1874-1943),. Il a connu un certain nombre de vicissitudes dans les décennies suivant sa création,. En octobre 1915, il a été démoli par les Bulgares qui l'ont chargé dans un véhicule en partance pour Niš ; l'histoire dit qu'après qu'il a atteint Grdelica on en perd toute trace. Après la guerre et la libération de Vranje de l'occupation bulgare le 4 octobre 1918, les habitants ont collecté des fonds pour qu'une nouvelle statue du soldat, en bronze au lieu de l'argile d'origine, soit installée à sa place ; avec l'aide des autorités de l'époque, Roksandić s'est remis au travail et le bronze a été coulé ; le nouveau monument a été inauguré le 28 juin 1929. Pendant la Seconde Guerre mondiale, les Allemands sont entrés dans Vranje et la ville et sa région ont été placées sous juridiction bulgare ; dans la nuit du 20 octobre 1941, le monument a été attaché à un char et abattu ; un groupe d'habitants de Vranje a clandestinement caché la statue en bronze derrière derrière le Konak du pacha ; dissimulée sous des branchages, elle est restée cachée jusqu'à la libération de la ville le 7 septembre 1944 ; elle a été replacée sur son piédestal en 1946. 
Bien qu'aujourd'hui le personnage situé au sommet du monument n'ait ni bras ni fusil, il foule encore aux pieds le drapeau turc,.

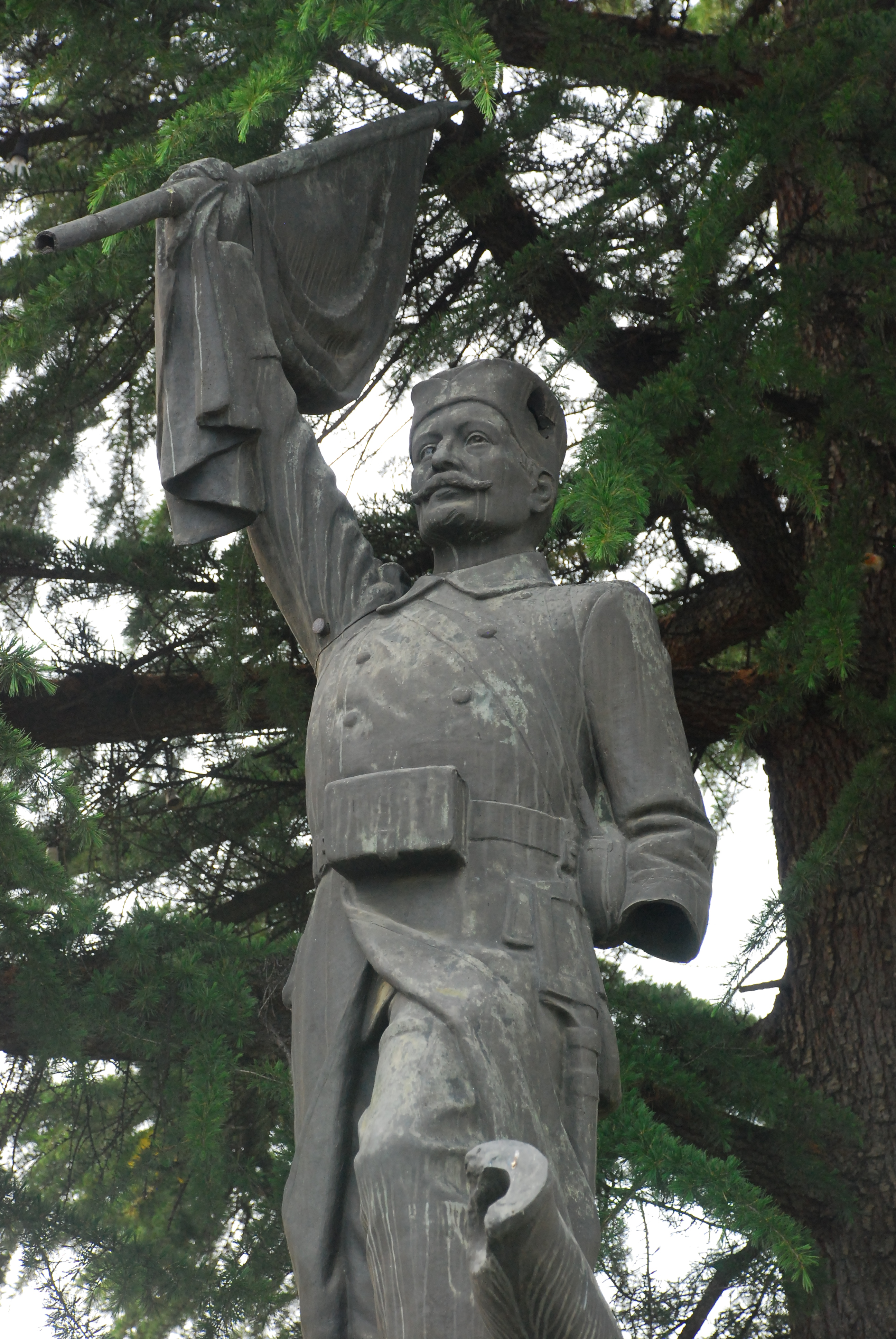
Détail de la statue au sommet du bâtiment.